# Верхні Хоразани
Верхні Хораза́ни (рос. Верхние Хоразаны, чув. Тури Хурасан) — присілок у складі Аліковського району Чувашії, Росія. Входить до складу Чувасько-Сорминського сільського поселення.
Населення — 93 особи (2010; 110 у 2002).
Національний склад:
- чуваші — 100 %